# ماجدالينا فريتش
ماجدالينا فريتش (بالبولندية: Magdalena Fręch)‏ مواليد 15 ديسمبر 1997 في وودج، هي لاعبة كرة مضرب بولندية وتحتل حالياً المرتبة 543 (21 مارس 2016) في تصنيف رابطة محترفات كرة المضرب. أعلى تصنيف لها في الفردي كان 374. أعلى تصنيف لها في الزوجي كان 366.

## النهائيات

### الفردي (1–0)
| الحصيلة | الرقم | التاريخ      | الدورة                   | الأرضية | المنافس      | النتيجة  |
| ------- | ----- | ------------ | ------------------------ | ------- | ------------ | -------- |
| الفوز   | 1.    | 21 مارس 2016 | مقاطعة نيشيتاما، اليابان | صلبة    | ماي مينوكوشي | 7–5, 6–4 |

### الزوجي (0–1)
| الحصيلة | الرقم | التاريخ       | الدورة        | الأرضية | الشريك         | المنافس                          | النتيجة  |
| ------- | ----- | ------------- | ------------- | ------- | -------------- | -------------------------------- | -------- |
| الوصافة | 1.    | 29 يونيو 2015 | تورون، بولندا | ترابية  | كاتارينا لهنرت | إيكاترين جورجودزي صوفيا شاباتافا | 4–6, 4–6 |

## وصلات خارجية
- ماجدالينا فريتش على موقع رابطة محترفات التنس (الإنجليزية)
- ماجدالينا فريتش على موقع الاتحاد الدولي لكرة المضرب (الإنجليزية)
- ماجدالينا فريتش على موقع كأس بيلي جين كينغ (الإنجليزية)
- ماجدالينا فريتش على موقع بطولة ويمبلدون (الإنجليزية)
- ماجدالينا فريتش على موقع خلاصة التنس.كوم (الإنجليزية)
- ماجدالينا فريتش على موقع إي إس بي إن.كوم (الإنجليزية)
- ماجدالينا فريتش على موقع اللجنة الأولمبية الدولية (الإنجليزية)

- الموقع الرسمي